# Oleksandrivka (raïon de Donetsk)
Oleksandrivka (ukrainien : Олександрівка, russe : Александровка) est une commune urbaine de l'oblast de Donetsk, en Ukraine. Elle compte 3 901 habitants en 2021.

## Géographie
Oleksandrivka est limitrophe à l'est de la ville de Marïnka, et se trouve à 19 kilomètres au sud-ouest de la ville de Donetsk. La commune se trouve au bord de la rivière Osykova, affluente de la rivière Vovtcha, puis de la Samara, dans le système hydrologique de la rive gauche du fleuve Dniepr.